# 9255 Іноутадатака
9255 Іноутадатака (9255 Inoutadataka) — астероїд головного поясу, відкритий 26 березня 1971 року.
Тіссеранів параметр щодо Юпітера — 3,512.